# Paracoccus podocarpi
Paracoccus podocarpi är en insektsart som beskrevs av Jennifer M. Cox 1987. Paracoccus podocarpi ingår i släktet Paracoccus och familjen ullsköldlöss. Inga underarter finns listade i Catalogue of Life.